# Corybas vinosus
Corybas vinosus är en orkidéart som först beskrevs av Johannes Jacobus Smith, och fick sitt nu gällande namn av Rudolf Schlechter. Corybas vinosus ingår i släktet Corybas, och familjen orkidéer. Inga underarter finns listade i Catalogue of Life.